# Dufourea desertorum
Dufourea desertorum är en biart som beskrevs av Timberlake 1939. Dufourea desertorum ingår i släktet solbin, och familjen vägbin. Inga underarter finns listade i Catalogue of Life.